# 掇刀区
掇刀区（たつとう-く）は中華人民共和国湖北省荊門市に位置する市轄区。

## 行政区画
- 街道:掇刀石街道、白廟街道、興隆街道、双喜街道
- 鎮:団林鋪鎮、麻城鎮